# 이베코 유로카고
이베코 유로카고(영어: Iveco Eurocargo)는 이탈리아 이베코사가 생산 중인 트럭으로 1992년에 최초로 출시되었다.

## 개요
1992년에 마지루스-데츠 MK-시리즈 후속으로 최초로 출시되었다. 2002년에 모델이 마이너 체인지가 되었다. 2008년에 모델이 다시 마이너 체인지가 되면서 현재에 이르고 있다.

## 사진

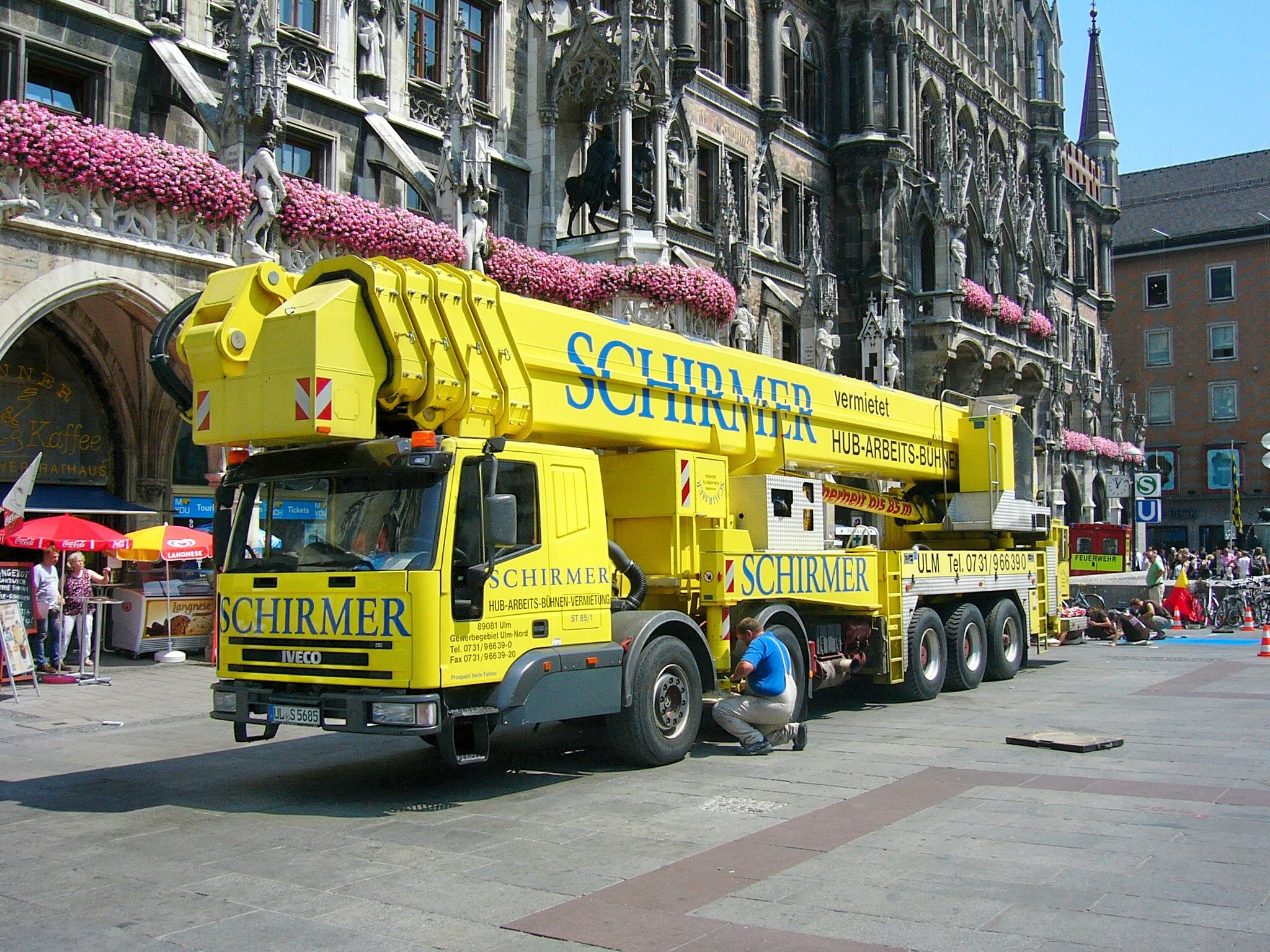
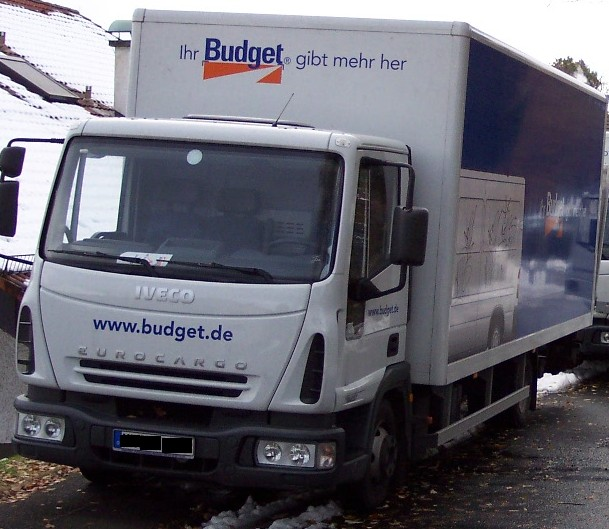
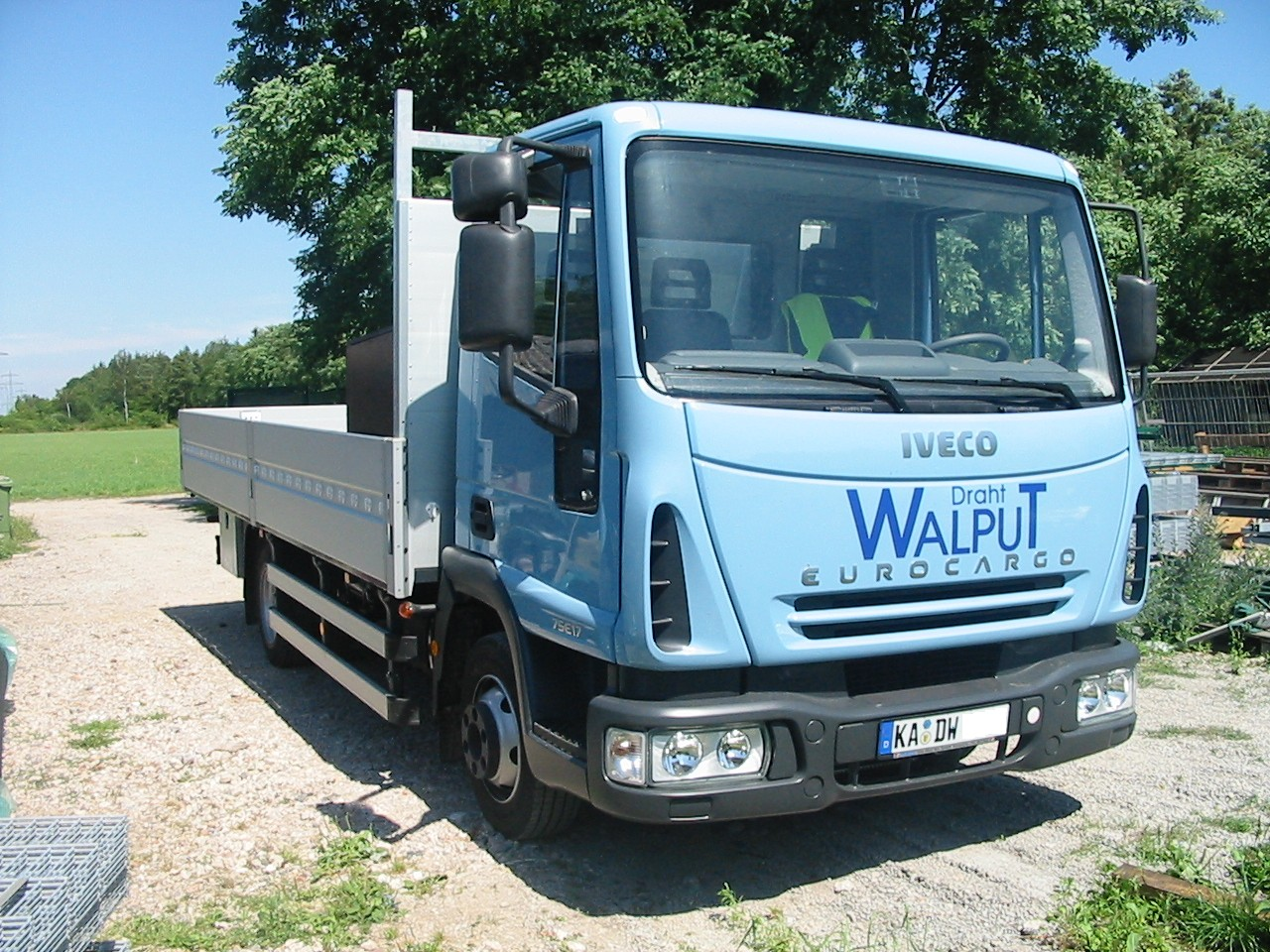

## 단점
이베코 유로카고의 단점 중 한가지가 있다면 경쟁모델인 메르세데스-벤츠 아테고와 현대 메가트럭 일반캡처럼 오디오 위치가 루프 쪽에 있어 조작성이 불편한 단점이 있다.